# Fotografies submarines del Titanic
Les fotografies submarines del Titanic són una sèrie de fotografies preses pel fotògraf de la National Geographic, Emory Kristof, a 4000 m de profunditat a l'oceà Atlantic prop de les costes de TerraNova. Aquestes fotografies foren les primeres en mostrar el vaixell RMS Titanic després del seu enfonsament.

## Història
El dia 1 de setembre de 1985 es van trobar les restes del Titanic gràcies a la col·laboració de la National Geographic Society, el científic francès Jean-Louis Michael i Robert D.Ballard de l'institut oceanogràfic Woods Hole. Ballard, considerat el descobridor del Titanic i comandant de l'Armada dels EUA en aquells temps, va afirmar en un article de la CNN, publicat el 14 de desembre de 2018, que la cerca del Titanic havia estat una tapadora per desviar l'atenció d'unes maniobres, dedicades a recuperar armes nuclears de dos submarins enfonsats als anys 60, el USS Thresher i el USS Scorpion. L'Armada finançà la cerca del Titanic a canvi que, Ballard, busqués els dos submarins abans.
Ja el 1978 Emory Kristof, acompanyat de l'enginyer de fotografia Al Chandler, prenia fotografies prop de la zona de l'enfonsament, per comprovar-ne la turbulència de les aigües. Els resultats, visibilitat fins a uns 30 m de fondària.
I és que Kristof havia desitjat aquell reportatge durant més 17 anys, inclús abans que les restes fossin trobades.

## Presa de les fotografies
Les primeres fotografies que va prendre Kristof es van realitzar amb una càmera ideada pel mateix fotògraf. La gran quantitat de partícules presents a l'aigua dificultava la visibilitat i reduïa el contrast de les fotografies, per això i malgrat haver obtenir uns resultats bastant acceptables, el fotògraf queda insatisfet. Per això Kristof reuní científics soviètics i productors de cinema. Els soviètics aportaren a l'expedició un vaixell, equipat amb dos submarins, anomenats Mir 1 i Mir 2, els productors aportaren càmeres IMAX de 70 mm.
El Mir 1 i el Mir 2 eren en aquella època uns dels submarins que podien descendir a més profunditat. Els submarins es van equipar amb focus  alemanys utilitzats en la pel·lícula El abisme, i van ser adaptats per a les condicions en que s'utilitzarien.
Emory Kristof disposà de 50 hores d'immersió a bord del Mir 1 on destinà la majoria del temps a filmar.

## Llistat
Algunes de les parts de l'emblemàtic transatlàntic que fotografià, foren:
- Fotografia de la proa del vaixell
- Fotografia de la finestra de l'habitació del capità
- Fotografia del mecanisme de bronze del timó.
- Fotografia de habitacions de primera classe.
- Fotografia de l'hèlix del vaixell.